# Alcair
Abu Almançor Maomé Alcair Bilá (em árabe: أبو منصور محمد القاهر بالله; romaniz.: Abu Mansour Muhammad Al Qahir Bellah), melhor conhecido somente como Alcair Bilá (em árabe: القاهر بالله) foi o califa abássida em 929 e, novamente, entre 932 e 934. 

## História
Com a morte de Almoctadir, os cortesãos, temendo que o filho do califa pudesse se vingar da morte do pai neles, escolheram o irmão do falecido, Alcair como califa. Porém, ele se mostrou ser um governante pior do Almoctadir. Afetado por uma obsessão em ser um deus, ele cometeu diversos excessos de crueldade e extorsão contra os que ele lançava os olhos. Ele chegou a torturar a mãe de Almoctadir, seus filhos e favoritos para tentar espremer deles cada grama de ouro que eles haviam acumulado durante o reino do ex-califa. Muitos fugiram.
O califa também ordenou que seu sobrinho, herdeiro presuntivo, fosse emparedado vivo. Aliviado por ter eliminado as ameaças imediatas, Alcair se transformou num tirano e passou a agir de uma forma insuportável para amigos e inimigos. Uma nova conspiração se fez necessária, e o califa, inebriado pelo vinho todas as noites, não percebeu nada de errado no palácio.
Ao se recusar a abdicar, Alcair foi cegado e atirado na prisão em 934. Onze anos depois ele foi libertado e foi visto vestido em trapos e sandálias de madeira mendigando nas ruas de Bagdá - um triste contraste com o significado de seu nome "Vitorioso pela graça de Alá".